# Calumet City
Calumet City is een plaats (city) in de Amerikaanse staat Illinois, en valt bestuurlijk gezien onder Cook County.

## Demografie
Bij de volkstelling in 2000 werd het aantal inwoners vastgesteld op 39.071.
In 2006 is het aantal inwoners door het United States Census Bureau geschat op 37.399, een daling van 1672 (-4,3%).

## Geografie
Volgens het United States Census Bureau beslaat de plaats een oppervlakte van
19,1 km², waarvan 18,8 km² land en 0,3 km² water. Calumet City ligt op ongeveer 190 m boven zeeniveau.

## Plaatsen in de nabije omgeving
De onderstaande figuur toont nabijgelegen plaatsen in een straal van 8 km rond Calumet City.